# 孫振環
孫振環 (1898年—1972年)，河北省滄州人，中國武術家，前廈門通背武術社社長，有「鼓浪嶼霍元甲」稱號。

## 習武經過
早年師從滄州孫振坤、左東君習通背、劈掛，練成「通背鐵沙掌」。後在左東君推薦下，從江德灣處學「六合槍法」，劉德寬的「七門槍」，馬良的「潭腿」，又向其他武林老前輩學習「七門槍」、「秋大刀」、「虎尾三節棍」等武藝。

## 生平
1989年生於河北省滄州鹽山縣孫八里村一個武術世家，自小練武。武成後，最初經劉德寬介紹下在天津充任鏢師，但因為仗義懲戒惡霸「花豹子」，得罪了當地惡勢力，只好轉往西北謀生。
其時，馮玉祥將軍正在西安廣招天下豪傑，孫振環便投身軍旅，憑著一身功夫，成為西北軍武術教官，馮玉祥讚他是「西北第一把跤」。
後來，日本揮軍西北，孫振環在宋哲元將軍的指揮下，雖然屢立戰功，但軍力懸殊，所在部隊終被擊潰。
1934年為了避開日軍偵緝，孫振環輾轉來到廈門，受聘於廈門中南銀行為鏢師，並在當地安頓，停止漂泊生活。
翌年，開辦「通臂武術社」，廣收門徒。並在精武體育會廈門分會與英華中學教武術。
1953年，新中國成立後，孫振環重開通臂武術社 , 將之設在鼓浪嶼泉州路。
1958年，被福建省體委聘為全省武術集訓隊總教練，負責挑选和訓練全省各地的武術精英。
文革期間，好景不常，通臂武術社被迫關閉。
1972年6月3日凌晨，因突發心肌梗塞，與世長辭，終年74歲。

## 徒弟
孫振環一生授徒上萬人，其中不乏武術界的精英，如洪敦耕、施載煌、黄傳勛(黃传勋)、楊漢國、孫誌慶、高毅等，都是全省乃至全國知名的武術家。

## 評價
孫在廈門期間，為人正義，他的許多軼事，在老一輩廈門人中廣為流傳。
歐美及東南亞一帶武壇頗具影響力的《黑帶》、《武林周刊》等雜誌，把孫振環稱之為「德藝雙馨」、「近代武林的一代宗師」。
廈門文史學家何丙仲先生概括孫振環一生：「仁者之魂，勇者之魄。獻身體壇，垂範藝德」。